# The Battle of the Sexes
The Battle of the Sexes es una película muda dirigida por D. W. Griffith en 1914. Basada en una novela de Daniel Carson Goodman.

## Sinopsis
Frank Andrews (Donald Crisp) es un adinerado residente de media clase, fiel a su esposa (Mary Alden) y a sus dos hijos, John (Robert Harron) y Jane (Lillian Gish). Andrews entra en la crisis de los 40 cuando una joven señora, Cleo (Fay Tincher), se muda en el piso al lado suyo. Cleo toma nota del interés de Andrews por ella y empieza a coquetear con él, yendo tan lejos como para provocar un incendio en su piso con el fin de pedir su ayuda. En poco tiempo, Andrews y Cleo están involucrados en una aventura y Andrews comienza a descuidar tanto su familia como sus responsabilidades en el trabajo. Humillada y horrorizada por el sufrimiento en silencio de su madre sobre la situación, Jane va al piso de al lado con la idea de matar a Cleo, pero en cambio, entablan una conversación y un entendimiento mutuo. Ellas traman un plan por el cual uno de los antiguos pretendientes de Cleo (Owen Moore) parece estar cortejando a Jane en frente de Andrews, que condena con rapidez el interés de su hija por el hombre. Jane replica señalando sus pobres elecciones morales, y éste se da cuenta de los errores cometidos. Andrews está ahora felizmente reconciliado con su familia y Cleo sale en busca de nuevos amores.

## Reparto
| Actor             | Personaje             |
| ----------------- | --------------------- |
| Donald Crisp      | Frank Andrews         |
| Lillian Gish      | Jane Andrews, la hija |
| Robert Harron     | John Andrews, el hijo |
| Mary Alden        | Sra. Frank Andrews    |
| Owen Moore        | El amante de Cleo     |
| Fay Tincher       | Cleo                  |
| W.E. Lawrence     |                       |
| Rudolph Valentino | Bailarín figurante    |